# Bernard Widera
Bernard Jan Widera (ur. 28 kwietnia 1946 w Tułach) – polski polityk, rolnik i młynarz, poseł na Sejm PRL VIII i IX kadencji.

## Życiorys
W 1966 uzyskał tytuł zawodowy technika technologa przemysłu spirytusowego w Technikum Przemysłu Spożywczego w Legnicy, po czym odbył roczny staż w PGR. Prowadził wzorcowe gospodarstwo rolne oraz młyn wodny na rzece Budkowiczanka w Tułach, wybudowany przez jego pradziadka Berharda Widerę w 1852. Do 1975 działał w Związku Młodzieży Wiejskiej, a od 1969 w Zjednoczonym Stronnictwie Ludowym. Od 1970 do 1983 był członkiem władz wojewódzkich partii. Był też prezesem Gminnego Komitetu ZSL w Lasowicach. W latach 1968–1972 był radnym Gromadzkiej Rady Narodowej, a od 1972 do 1980 Wojewódzkiej Rady Narodowej. W 1980 otrzymał mandat posła na Sejm PRL VIII kadencji, reprezentował okręg Opole. Należał do Komisji Kultury i Sztuki, Komisji Oświaty i Wychowania, Komisji Pracy i Spraw Socjalnych, Komisji Planu Gospodarczego, Budżetu i Finansów, Komisji Spraw Zagranicznych oraz do Komisji Nadzwyczajnej do rozpatrzenia projektu ustawy – Ordynacja Wyborcza do Sejmu PRL. Od 1985 do 1989 ponownie był posłem, zasiadając w Sejmie IX kadencji w Komisji Regulaminowej i Spraw Poselskich, Komisji Planu Gospodarczego, Budżetu i Finansów oraz w Komisji Nadzwyczajnej do rozpatrzenia projektu ustawy o mieniu komunalnym. W 2014 uzyskał mandat radnego gminy Lasowice Wielkie z ramienia Mniejszości Niemieckiej.

## Odznaczenia
- Złoty Krzyż Zasługi (1978)
- Odznaka „Zasłużony dla Opolszczyzny”
- Odznaka „Zasłużony Pracownik Rolnictwa”